# Голи човјек
Голи човјек је југословенски филм из 1968. године. Режирао га је Обрад Глушчевић, а сценарио су писали Обрад Глушчевић и Ранко Маринковић.

## Радња
У далматинском градићу, девојка ради као слушкиња код месног племића. Једне ноћи читав је комшилук видео како је "голи човик" скочио с њеног прозора. Исте ноћи племић умире. Слушкиња рађа дете, а нико не зна ко му је отац. После рата, код ње долази месни учитељ и заљубљује се у њу. Она одлучује да се уда за њега и открити му тајну о "голом човику“...

## Улоге
| Глумац              | Улога                |
| ------------------- | -------------------- |
| Вера Чукић          | Катина               |
| Љубиша Самарџић     | Спиро                |
| Карло Булић         | Данте                |
| Антун Налис         | Тони                 |
| Раде Марковић       | Илија                |
| Драгутин Добричанин | Јосип                |
| Павле Минчић        |                      |
| Јосип Мароти        | Шјор Лино, одвјетник |
| Милан Срдоч         | Марте                |
| Озрен Дидовић       |                      |
| Златко Мадунић      |                      |
| Винка Ћурин         |                      |
| Звонко Стрмац       |                      |
| Катица Абрамовић    |                      |
| Рикард Брзеска      | Апотекар             |
| Миха Балох          | Капетан брода        |
| Андро Марјановић    | Сиромашни Стипан     |
| Бранко Боначи       | Постолар             |
| Јелица Влајки       | Шјора Кате           |